# Liaoningotitan
Liaoningotitan sinensis
Genre
Espèce
Liaoningotitan (signifiant « géant du Liaoning ») est un genre fossile de dinosaures sauropodes Titanosauriformes provenant de la formation de Yixian du Crétacé inférieur (Barremien) dans le Liaoning, en Chine. Le type et seule espèce connue est Liaoningotitan sinensis.

## Description
Les caractéristiques distinctives de Liaoningotitan incluent un bord ventral du maxillaire qui est convexe, une rangée de dents supérieures qui est courte et positionnée antérieurement ; une extension antérieure du jugal qui atteint presque le niveau du bord antérieur de la fenêtre antéorbitaire ; une aile du ptérygoïde rétrécie à la base ; des dents supérieures imbriquées, avec des couronnes spatulées étroites en forme de D en section transversale, sans rainures labiales ni denticules ; neuf dents inférieures réduites et non imbriquées ; des couronnes de dents inférieures asymétriques, de section transversale elliptique, avec des rainures et des crêtes linguales et une couronne basale linguale bulbeuse ; une expansion proximale de l'humérus qui représente environ 54,9% de la longueur de l'humérus ; et un ilium avec un processus pré-acétabulaire pointu.

## Classification
Zhou et al. (2018) retrouvent Liaoningotitan dans les Titanosauriformes Somphospondyli plus dérivé que Euhelopus.

## Paléoécologie
Liaoningotitan est l'un des deux Titanosauriformes de la formation de Yixian de Liaoning, l'autre étant Dongbeititan. Ces deux animaux ont coexisté avec des dinosaures à plumes dans l'environnement lacustre du Crétacé inférieur de l'actuel Liaoning.